# 331. strelska divizija (ZSSR)
331. strelska divizija (izvirno rusko 331. стрелковая дивизия; kratica 331. SD) je bila strelska divizija Rdeče armade v času druge svetovne vojne.

## Zgodovina
Divizija je bila ustanovljena oktobra 1941 v Tambovu.